# 493 Griseldis
A 493 Griseldis (ideiglenes jelöléssel 1902 JS) a Naprendszer kisbolygóövében található aszteroida. Maximilian Franz Joseph Cornelius Wolf fedezte fel 1902. szeptember 7-én.